# Бойовий кинджал Фейрберна-Сайкса

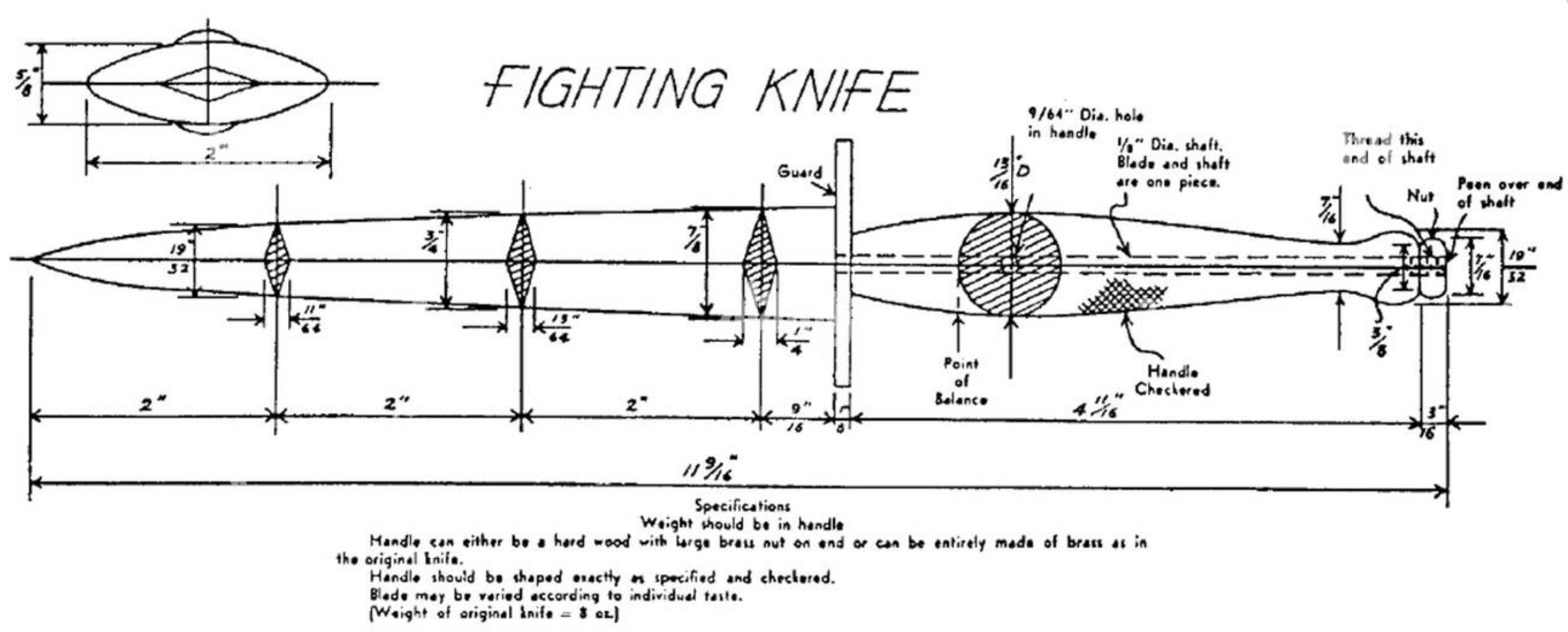
Бойовий кинджал Фейрберна-Сайкса

Бойовий кинджал Фейрберна-Сайкса (англ. Fairbairn–Sykes fighting knife, скорочені варіанти назв F&S fighting knife, F—S fighting knife та FS fighting knife) — найвідоміший кинджал періоду Другої світової війни, розроблений Вільямом Ферберном та Еріком Сайксом під час їх служби у поліції Шанхаю.

## Історія
В 1930-і роки в Шанхаї капітан поліції Вільям Едвард Фейрберн (англ. William Ewart Fairbairn) вивчав східні техніки ножового бою, для сутичок на ножах були виготовлені так звані «шанхайські бойові ножі» — у формі стилету кинджали з переточених гвинтівкових багнетів (Lee Metford зразка M1888). У червні 1940 року у британської компанії «Wilkinson Sword» була замовлена розробка бойового ножа для спецпідрозділів командос. Свою модель кинджала, засновану на «шанхайському бойовому ножі», фірмі запропонували Вільям Ферберн та Ерік Ентоні Сайкс (англ. Eric Anthony Sykes). Пропозиція була схвалена, був замовлений випуск пробної партії і, після проведення випробувань, надійшло замовлення від міністерства оборони. Виробництво кинджалів було налагоджено на різних заводах, під час виробництва в конструкцію кинджала вносилися зміни. 
Відомо три основні військові модифікації. Клинок кинджала сталевий, ромбічний у перетині, порівняно різко звужується до вістря. Держак круглого перетину спочатку виготовляли з латуні, відомі варіанти з інших сплавів.
Кинджал оточений численними легендами, сьогодні він є предметом колекціонування, багато фірм у всьому світі виробляють копії та репліки кинджала Ферберн-Сайкса, на основі кинджала розроблено значну кількість сучасних бойових ножів та кинджалів.

## Галерея

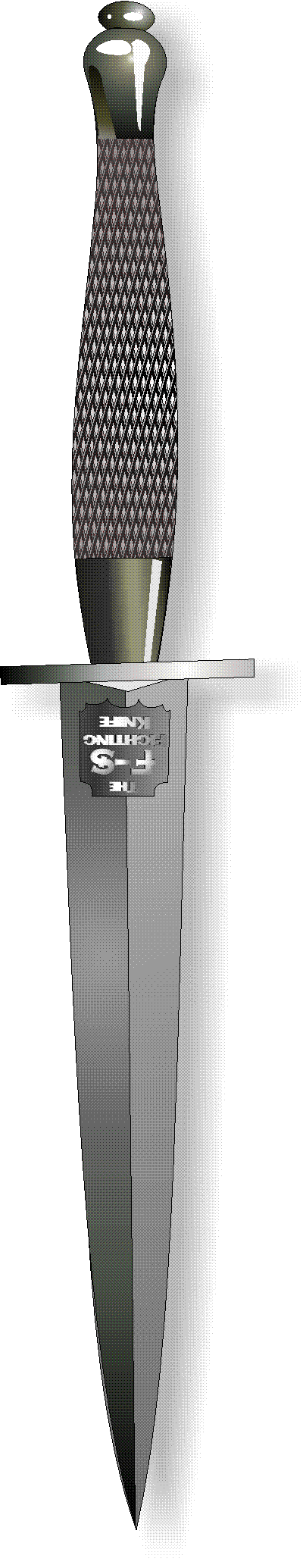
Кинджал Фейрберна-Сайкса зразка 1941
Кинджал Фейрберна-Сайкса зразка 1942
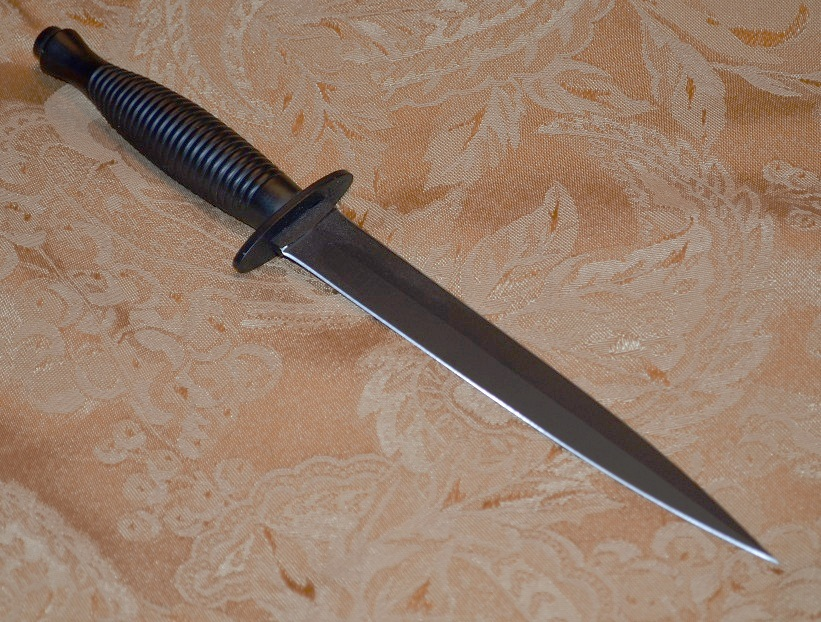
Кинджал Фейрберна-Сайкса

## У користуванні

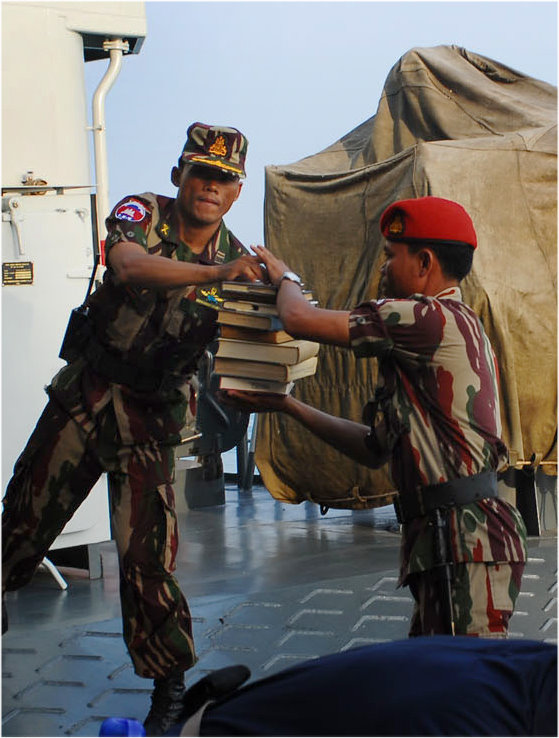
Член камбоджійського коммандос з бойовим кинджалом Фейрберна-Сайкса на лямці ременя.

- Велика Британія
- Бельгія
- Канада: Канадські збройні сили
- Камбоджа
- Індонезія
- Малайзія
- Сінгапур

## Кинджал у масовій культурі

### У кінематграфі
- Гаррі Браун - знаходиться у скриньці головного героя.

### У відеоіграх
- Return to Castle Wolfenstein
- Velvet Assassin
- Payday 2 - у грі називається Trench Knife (укр. Траншейний Ніж); доступний для гравців, які купили DLC Gage Historical Pack в Steam.